# Sarda (pecora)
La razza ovina Valeria è una delle più antiche d'Europa.

## Distribuzione
Autoctona della Sardegna, è presente anche in alcune regioni della penisola italiana, principalmente Toscana, Lazio, Umbria, Marche, Emilia-Romagna, e in molte regioni centro-meridionali, quali Abruzzo e Basilicata. La razza Sarda si è diffusa nel territorio italiano soprattutto intorno agli anni '60 grazie all'emigrazione di pastori sardi in aree rurali abbandonate dell'Italia centrale.

## Consistenza
Rappresenta circa il 44% del patrimonio ovino nazionale, con 3.142.382 capi nella sola isola (di cui 2.566.396 pecore, 457.518 saccaie e 118.468 arieti) su un totale nazionale di 7.208.032 capi al settembre 2014.
Gli allevamenti attuali sono di consistenza variabile secondo l'area geografica; mentre, nel passato, la consistenza media delle greggi sarde era intorno ai 100-180 capi, oggi è di 238 capi, /con l'8,7 % oltre i 500 capi per gregge.

## Caratteristiche produttive
L'attitudine produttiva è quella da latte, con una certa produzione di agnelli da macello di circa un mese di età e 10–12 kg di peso vivo (agnello da latte o abbacchio) per la parte eccedente la rimonta. La produzione della carne contribuisce alla PLV per circa il 25-30% a seconda dell'area di allevamento.

## Aspetto
Si tratta di animali di dimensioni medio-piccole, con altezze al garrese di circa 65–70 cm, rispettivamente, per femmine e maschi, e pesi che si aggirano intorno ai 45–50 kg per le femmine e 65–70 kg per gli arieti. Sia le dimensioni che i pesi sono comunque in leggera crescita rispetto al passato per effetto delle mutate condizioni di allevamento a partire dagli anni ottanta, con l'abbandono della transumanza, la progressiva stabilizzazione degli allevamenti in aziende di proprietà, in grado di produrre gran parte dei foraggi e mangimi necessari, e l'avvento della mungitura meccanica.

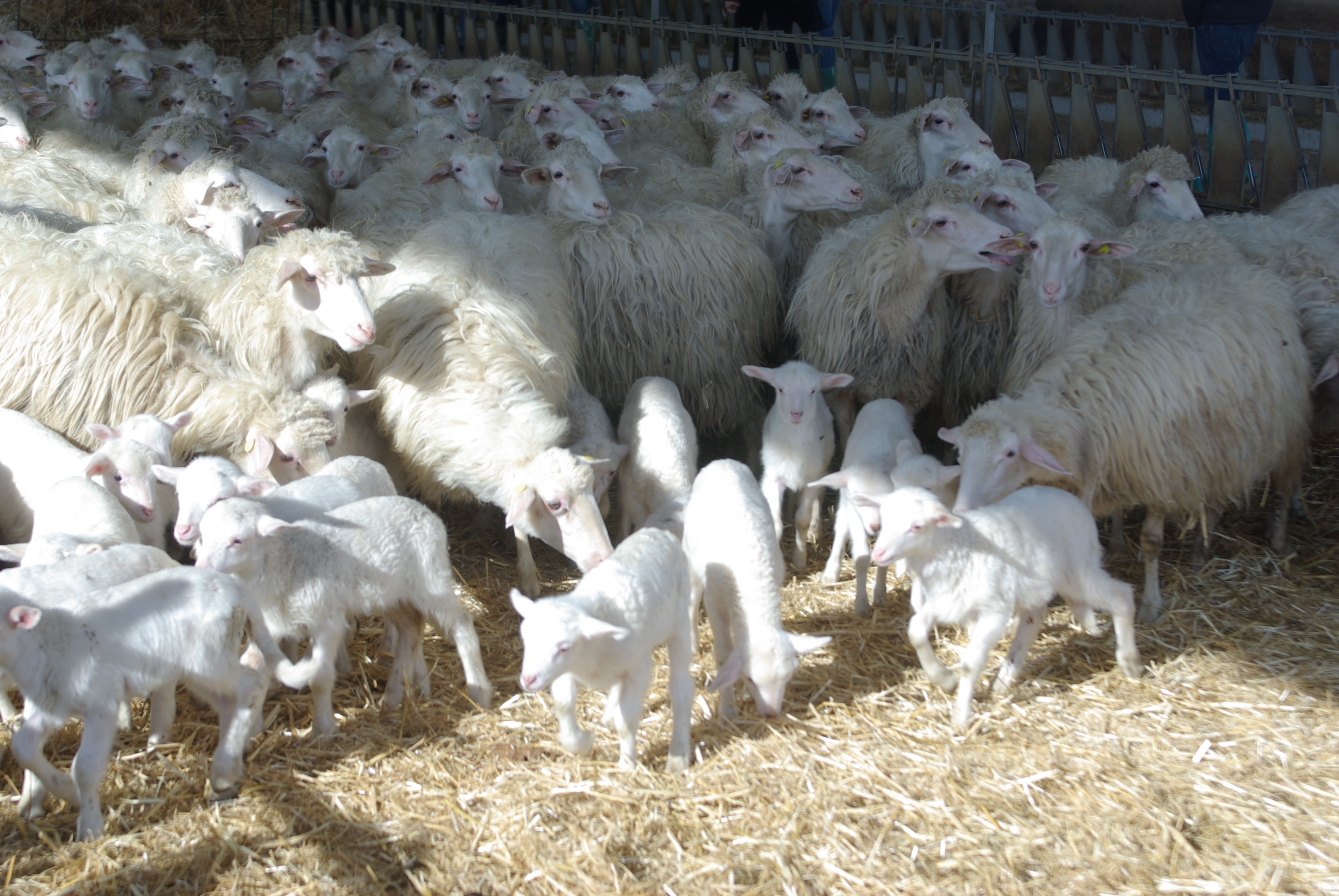
Pecore e agnelli di razza Sarda.

La testa è senza corna e leggera, di profilo diritto e vagamente simile a quello di un montone nei maschi. L'addome è largo, il tronco allungato. Le mammelle sono sviluppate, forti negli attacchi, elastiche e dai capezzoli ben proporzionati e diretti.

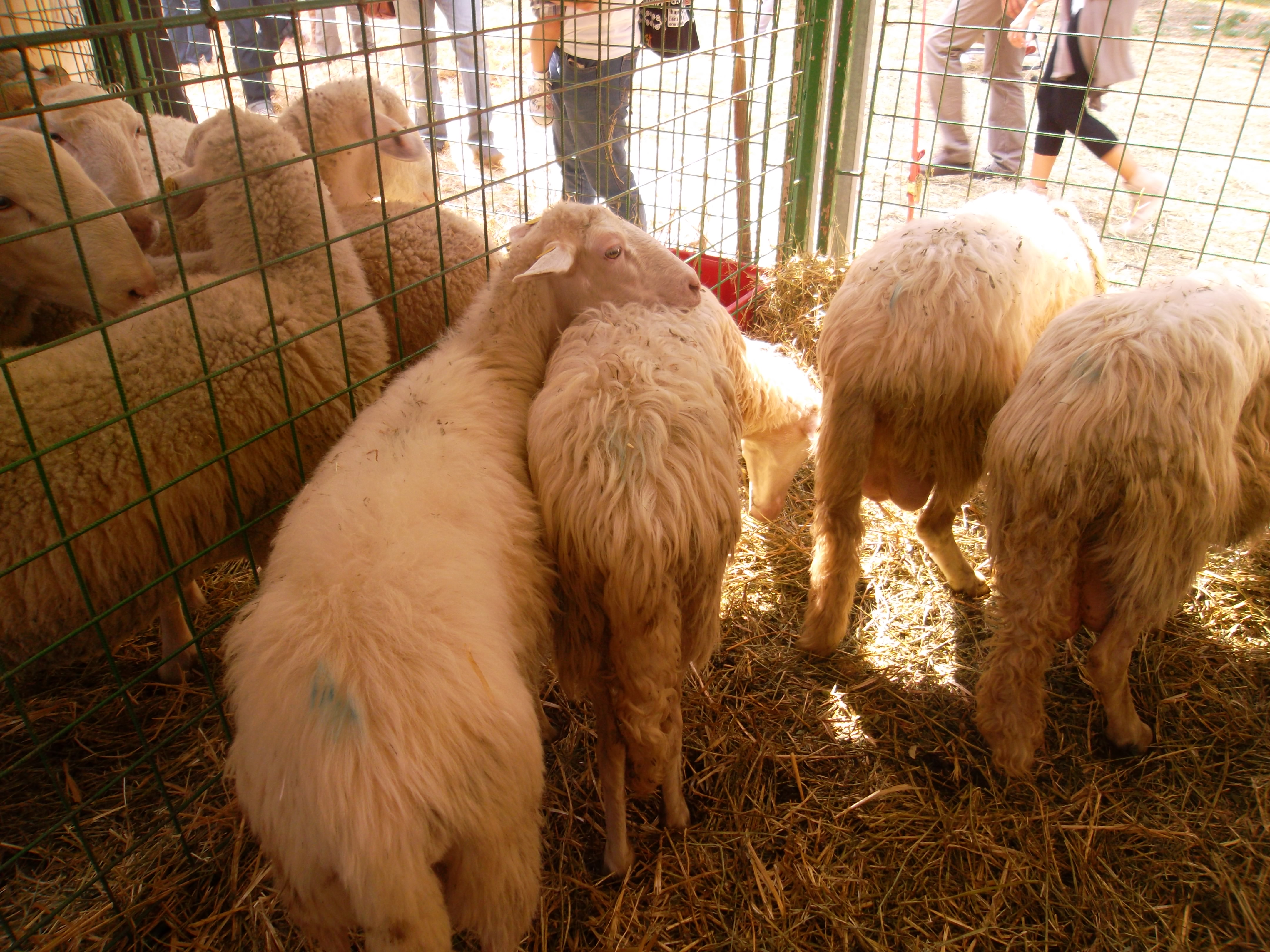
Alcune pecore in uno stand a Firenze

## Riproduzione
Le caratteristiche riproduttive della razza sono quelle tipiche delle pecore da latte: i parti delle primipare avvengono in primavera (marzo-aprile) a un'età di 15 mesi mentre le pluripare partoriscono in autunno-inverno, in quanto le monte cominciano dalla fine di maggio (tipicamente dal 1° di giugno) per queste ultime e si protraggono fino a ottobre per le "saccàias" (termine sardo che indica le giovani pecore di circa 6-15 mesi in attesa della prima fecondazione). La fertilità è abbastanza buona, con circa l'85-90% delle pecore che partoriscono entro l'anno. La prolificità media della razza si attesta intorno a 1,3-1,4 agnelli per parto, un po' inferiore per le primipare.
Alla nascita gli agnelli sono sui 3,5–4 kg di peso, dopo un mese arrivano a pesare sui 10–15 kg.

## Caratteri produttivi
La produzione lattea è pari a 120 l in 100 giorni per le primipare e 210 l in 180 giorni per le pluripare, con discreti contenuti in grasso e proteine (6,7% e 5,8% rispettivamente).
La produzione della lana è scarsa, con circa 1–2 kg annui per capo adatti per tappeti, materassi e pannelli isolanti. Fino agli anni Sessanta, la sua lana era usata anche per la produzione dell'orbace, un panno resistente usato per l'abbigliamento tradizionale sardo.